# 盧加-斯維諾里卡河
盧加-斯維諾里卡河（烏克蘭語：Луга-Свинорийка），是烏克蘭的河流，屬於盧加河的支流，河漫灘寬0.5至1公里，河道全長34公里，流域面積344平方公里，河畔城鎮有洛卡奇。